# Alameda Vieja
La Alameda Vieja es una zona verde y de esparcimiento situada en Jerez de la Frontera (Andalucía, España).
Su origen se remonta a los alrededores del Alcázar, siendo dedicada al héroe de Jerez Fortun de Torres.
Es un lugar de visita frecuente por el turista al conectar en un mismo espacio tanto la Catedral de Jerez el Alcázar de Jerez y las bodegas de González Byass. 
Como espacio urbano, suele acoger actividades de diferente índoles, tales como
- Rastro de Jerez (trasladado -en principio temporalmente- al Parque González Hontoria desde 2020 por motivo de la pandemia COVID19)
- Actividades de la Fiestas de la Vendimia[2]
- Acogefest [3](conciertos, talleres, entrega de premios, etc.)
- Festival Intramuros[4]
- Actividades de la Fiesta de la Bulería[5]
- Otras actividades musicales, escénicas y culturales.

## Historia

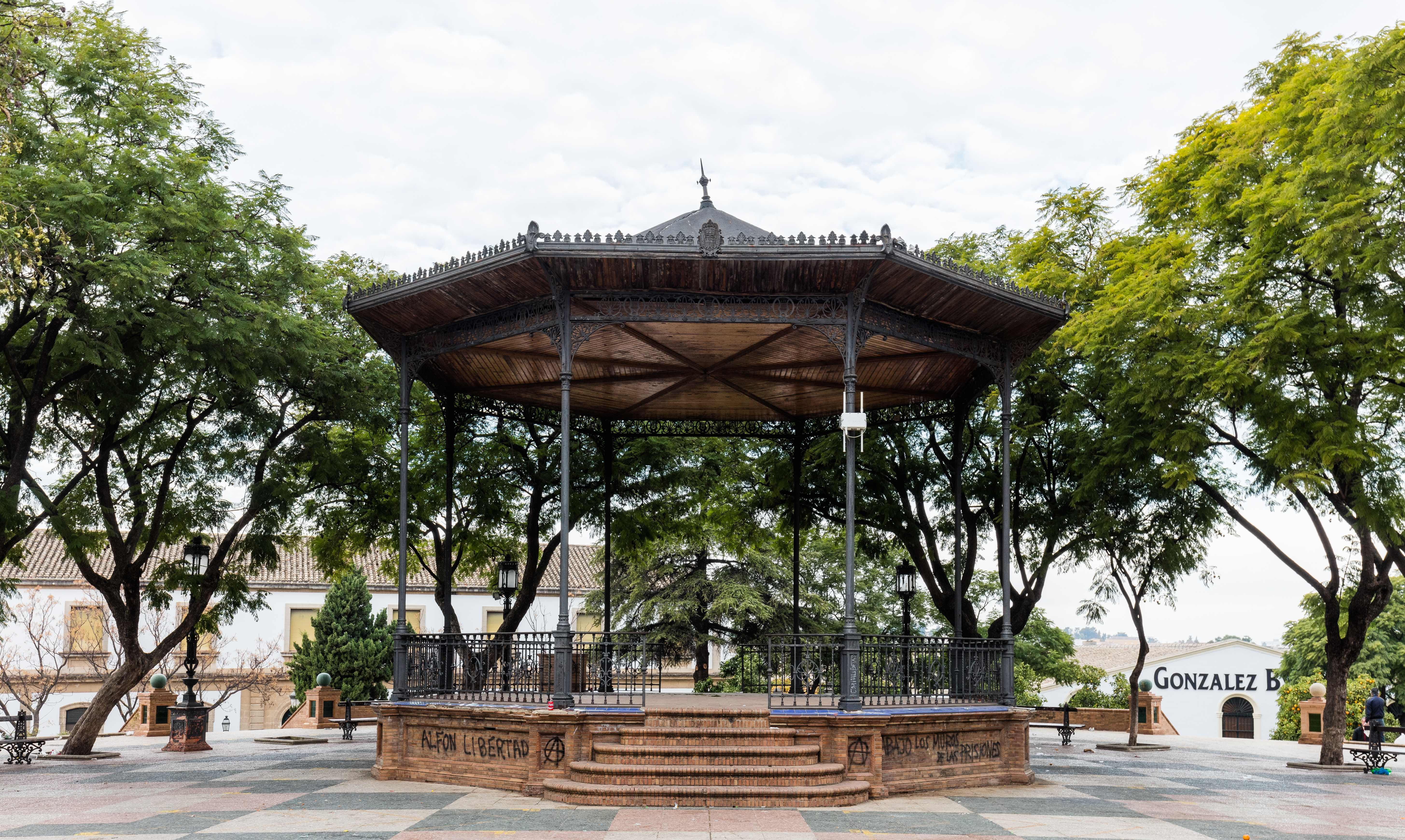
Templete.

En el último tercio del siglo XV, Rodrigo Ponce de León realizó excavaciones en el lado sur del recinto del Alcázar, creando un foso de acceso a la muralla.

En 1787 se clausuró ese foso y se embelleció el entorno, quedando por tanto constituido el paseo de la Alameda Vieja según estos términos: 
"En abril de 1787 D. José de Eguiluz toma el cargo de Corregidor de la ciudad quién, desde comienzos de su mandato, deja clara su voluntad de que hubiese escuelas, caminos  y paseos, de acuerdo con el espíritu ilustrado de la época. Las primeras iniciativas en materia de urbanismo e higiene no se hicieron esperar; al año siguiente ya hay proyectos de limpieza y adecentamiento de los solares próximos al Alcázar y del camino de entrada a Jerez desde "los Puertos". A esta labor contribuyó de forma muy destacada D. José Fernández de Villavicencio, alcaide del Alcázar, que favorable a los proyectos renovadores de Eguiluz, cederían los terrenos colindantes con los muros de la alcazaba, asegurando así el adecentamiento del entono del Alcázar que iniciara si padre (D. Lorenzo Antonio Fernández de Villavicencio)  remozando los muros y levantando el palacio escenario de grandes fiestas bailes y representaciones de ópera y teatro.
El sitio elegido para la creación de un jardín público fue el solar en forma de ángulo recto que, desde la Torre Octogonal se ceñía a los muros que miraban al sur y al poniente. Por su localización en un espacio despejado y con amplias perspectivas el lugar reunía las condiciones idóneas para ubicar en él la que sería primera zona de esparcimiento y paseo de la ciudad. A su proximidad al casco, quizás la principal razón, se unía se emplazamiento privilegiado, abierto hacia la campiña y desde el que se dominaban magníficas vistas. Las obras de acondicionamiento comenzaron en el mes de septiembre de 1788, realizándose en un corto período de tiempo..."
A finales del siglo XIX se plantó un pinar en la zona.
En 1981 la Alameda Vieja experimentó su última gran remodelación, a causa de la construcción de un aparcamiento subterráneo. Esto implicó la reforma de las zonas ajardinadas, que se encontraban en estado de semiabandono.

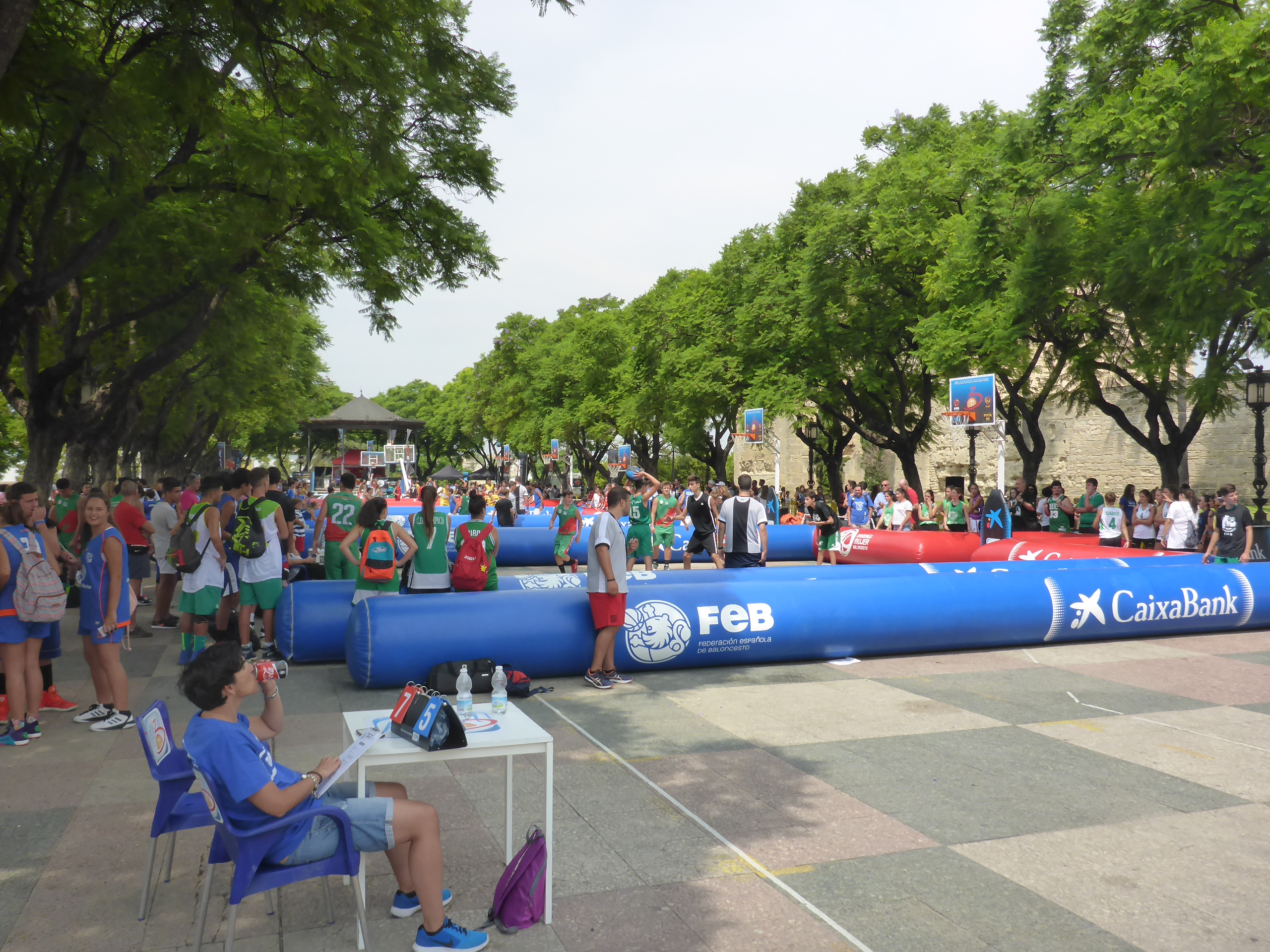
Plaza 3×3 CaixaBank en la Almeda Vieja de Jerez de la Frontera.

Hasta la década de 1960, la Almeda Vieja fue lugar de encuentro y diversión, sobre todo en las tardes estivales, debido a que, por su altura, disfrutaba de brisas frescas procedentes de la bahía. En estos encuentros, se realizaban conciertos, se podían tomar copas, tapas y contaba con diversas atracciones infantiles, incluido el Cine Eslava.
En el siglo XX ha dejado de tener actividad constante, pasando a albergar el rastro los domingos, el Belén monumental y espectáculos de diverso tipo.

## Descripción
A grandes rasgos se pueden distinguir dos áreas: 

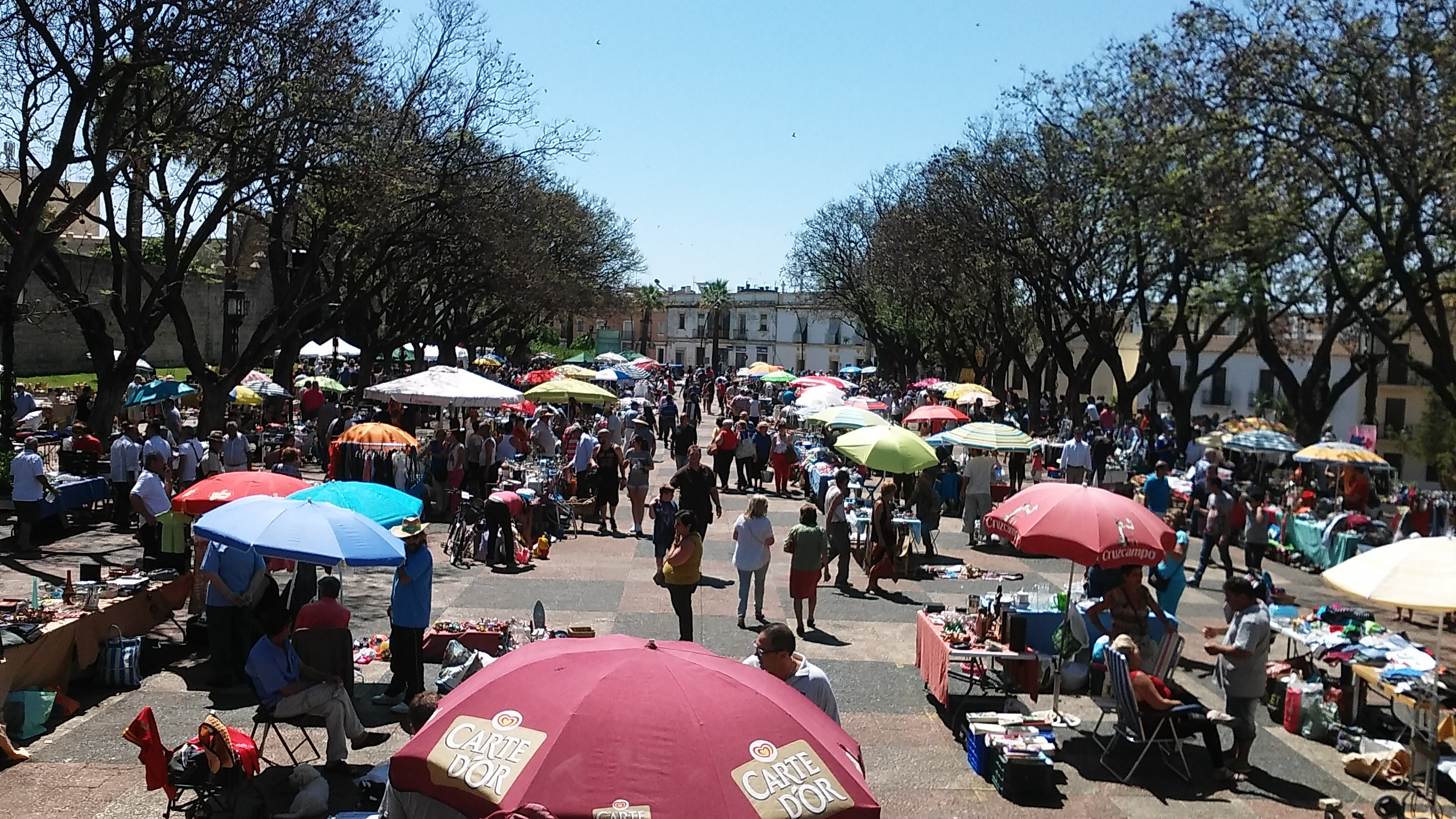
Rastrillo.

### Paseo Principal
Situado entre la Torre del Homenaje y la Torre Octógona del Alcázar, se levanta el paseo principal. Bajo este paseo fue donde en 1981 se construyó un aparcamiento subterráneo. 
El paseo está presidido por un templete de valor arqueológico y uno de los pocos ejemplos de arquitectura del hierro en la ciudad. Hay uno de similar estilo situado en la Plaza del Banco. 
La entrada el paseo está flanqueada por dos columnas, con sendas esculturas que representan a las diosas romanas Fortuna y Ceres. Esta última, diosa de la agricultura, las cosechas y la fecundidad, tiene especial relación con el origen del nombre de la ciudad, de Ceret a Jerez.
En los Jardines Bajos de la Alameda se encuentra un pequeño arco del triunfo, el cual marcaba el camino que conducía hacia El Puerto de Santa María. 
Este paseo, situado en dirección a la bahía, ha contado tradicionalmente con uno de los mejores atardeceres de la ciudad.
En un extremo del paseo se encuentra un merendero de 1903 donado a la ciudad pero que tras restaurarse está abandonado.

### Explanada andalusí

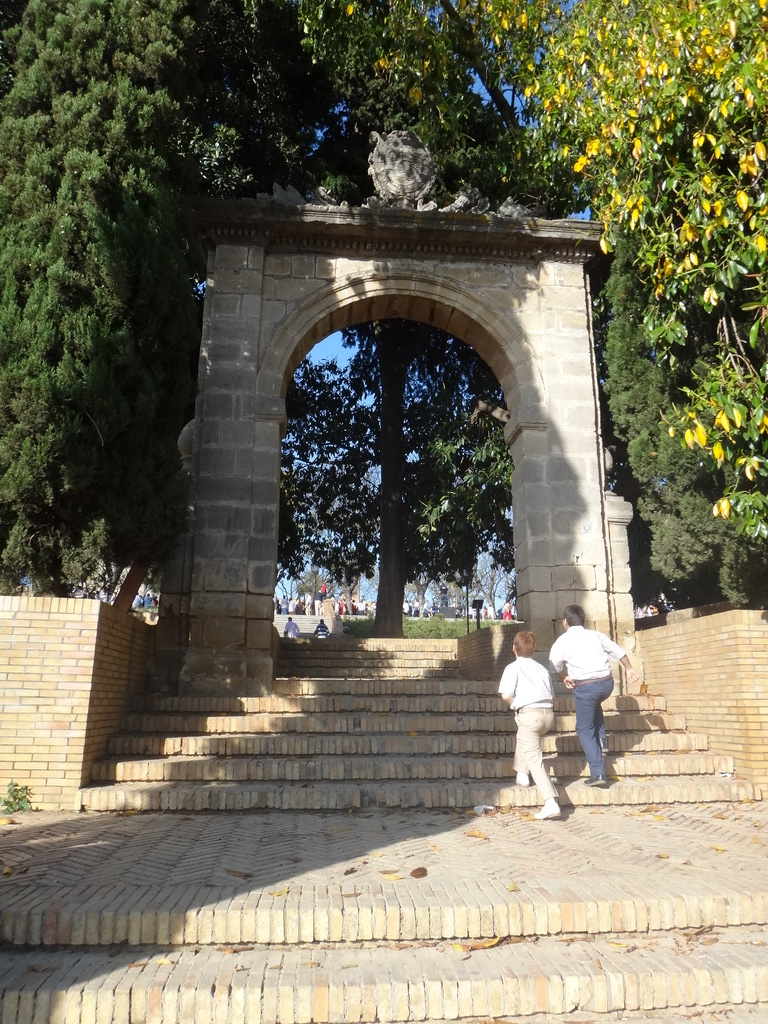
Entrada.

Sobre un motivo ortogonal de inspiración árabe, esta explanda presenta caminos pavimentados con losas tradicionales. Este tejido configura arriates de forma cuadrada, alternándose unos cubiertos de albero y otros sembrados de naranjos.
Desde esta explanada se puede observar una hermosa vista de la parte trasera de la Catedral de Jerez, construida en el siglo XVIII.